# Мыслятино
Мыслятино — деревня в Конаковском районе Тверской области. Входит в состав Первомайского сельского поселения.

## География
Находится в юго-восточной части Тверской области на расстоянии приблизительно 14 км на север от города Конаково на левом берегу речки Созь.

## История
Известна была с 1650 года как пустошь, «что была деревня Мыслятино». В 1678 году Мыслятино значится деревней, состоявшей из 4 дворов. В 1859 году здесь было учтено 26 дворов, в 1900 — 33. В начале 1930-х годов здесь был создан колхоз «Пролетарий». При образовании Иваньковского водохранилища в деревню переехали жители соседней деревни Борок на Сози.

## Население
Численность населения: 212 человека (1859 год), 249 (1900), 77 (русские 96 %)в 2002 году, 45 в 2010.